# Diopsina
Diopsina (лат.) — род двукрылых из семейства стебельчатоглазых мух.

## Внешнее строение
Длина тела 3,8—5 мм. Глаза на относительно коротких стебельках. Над глазами нет шипиков. Окраска тела желтовато-красная или черновато-коричневая. Щиток выпуклый с изогнутыми шипами. Центральная часть шипов темная, а основание и вершина бледные. Бёдра с двумя рядами от 2 до 12 бугорков и без шиповидных щетинок. В вершинной части бёдер, обычно, имеется 2 и 3 шпоры, редко они отсутствуют. Крылья затемнённые с рисунком из светлых пятен.

## Биология
Имаго встречаются около ручьев и в поймах рек, болотистых местностях, поросших камышом. Большинство видов отмечены на высотах более 1000 м над уровнем моря. По типу питания являются фитофагами или сапрофагами. Для некоторых видов характерна мирмекофилия. Изредка представители рода Diopsina поражаются паразитическими грибами из порядка Laboulbeniales.

## Классификация
Род описан канадским энтомологом Чарльзом Карреном (1894—1972) в 1928 году. В состав рода он включил единственный вид Diopsina ferruginea. В 1978 году нидерландский энтомолог Ханс Фейен перенёс в Diopsina виды Teleopsis nitida и Cyrtodiopsis africana, а название Diopsina ferruginea стало синонимом вида Diopsina nitida. В составе рода насчитывают семь видов. Род относится к подсемейству Diopsinae и наиболее близок к роду Diopsis.
- Diopsina africana (Shillito, 1940)
- Diopsina draconigena Feijen, 1981
- Diopsina intermedia Feijen, 1984
- Diopsina fluegeli Feijen & Feijen, 2013
- Diopsina kwaipai Feijen, 1981
- Diopsina nitida (Adams, 1903)
- Diopsina schulteni Feijen, 1978

## Распространение
Представители рода встречаются в Африке.